# Úrvalsdeild 1929
Thống kê của Úrvalsdeild mùa giải 1929.

## Tổng quan
Năm 1929 có 6 đội tham gia và ÍBA đá lần đầu tiên và ÍBV trở lại thi đấu. Quy tắc của giải đấu là, nếu có nhiều hơn 5 đội tham gia, chức vô địch sẽ được quyết định bằng giải đấu loại trực tiếp. Vì có hai đội phải di chuyển xa để thi đấu (tất cả các trận đấu vẫn diễn ra ở Reykjavík), giải đấu quyết định sẽ theo quy tắc hai trận thua.
.
KR giành chức vô địch.

## Bảng xếp hạng
| Câu lạc bộ | Tỉ số | Câu lạc bộ  | Bình luận        |
| Víkingur   | 3-0   | ÍB Akureyri |                  |
| Valur      | 4-1   | ÍBV         |                  |
| KR         | 7-1   | Fram        |                  |
| ÍBV        | 4-1   | Víkingur    |                  |
| Valur      | 0-0   | ÍB Akureyri |                  |
| ÍBV        | 2-1   | Fram        | Fram bị loại     |
| KR         | 2-1   | Víkingur    | Víkingur bị loại |
| Valur      | 4-0   | ÍB Akureyri | ÍBA bị loại      |
| KR         | 3-0   | ÍBV         | ÍBV bị loại      |
| KR         | 3-1   | Valur       | Chung kết        |